# Tanacetum
Genre
Classification phylogénétique
Tanacetum est un genre de plantes à fleurs de la famille des Asteraceae qui regroupe environ 70 espèces de tanaisies, pyrèthres, camomilles, ...

## Liste des espèces
Note : la liste suivante a été compilée à partir de plusieurs sources. Elle n'est pas exhaustive et inclut probablement des synonymes (il existerait environ 70 espèces de Tanacetum).
- Tanacetum abrotanifolium (L.) Druce
- Tanacetum achilleifolium (M.Bieb.) Sch.Bip.
- Tanacetum akinfiewii (F.N.Alex.) Tzvelev
- Tanacetum albipannosum
- Tanacetum alyssifolium Hausskn. ex Bornm.
- Tanacetum anchericum
- Tanacetum annuum L. — Tanaisie annuelle
- Tanacetum argenteum Willdenow
- Tanacetum argyraeum DC.
- Tanacetum armenum (DC.) Sch.Bip.
- Tanacetum artemisioides
- Tanacetum atkinsonii (C. B. Clarke) Kitam.
- Tanacetum aucherianum (DC.) Sch.Bip.
- Tanacetum audibertii (Req.) DC. — Tanaisie d'Audibert
- Tanacetum bajacalifornicum Moran
- Tanacetum balsamita — Menthe-coq
- Tanacetum baltistanicum Podlech
- Tanacetum bipinnatum (L.) Schultz-Bip.
- Tanacetum boreale Fisch. ex DC.
- Tanacetum camphoratum Less.
- Tanacetum canescens DC.
- Tanacetum cappadocicum (DC.) Sch.Bip.
- Tanacetum chiliophyllum (Fisch. & C.A.Mey.) Sch.Bip.
- Tanacetum chinense A. Gray ex Maxim.

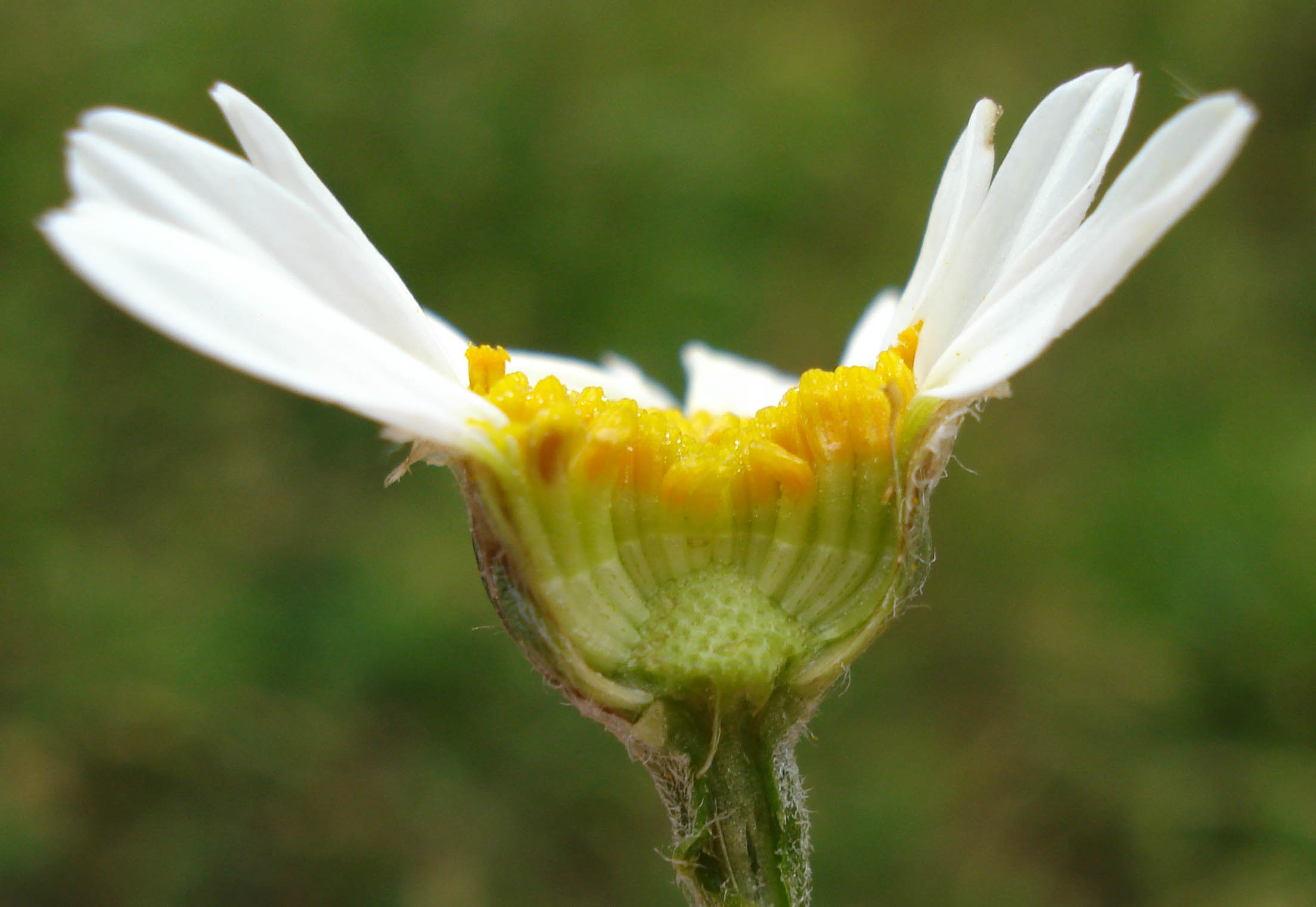
Tanacetum corymbosum

- Tanacetum cilicicum (Boiss.) Grierson
- Tanacetum cineraria DC.
- Tanacetum cinerariifolium (Trévis.) Sch.Bip. — Pyrèthre de Dalmatie
- Tanacetum clusii (Fisch. ex Rchb.) Kern.
- Tanacetum coccineum —  Pyrèthre rose
- Tanacetum corymbosum (L.) Sch.Bip. — Tanaisie en corymbes
- Tanacetum crassipes (Stschegl.) Tzvelev
- Tanacetum densum (Labill.) Sch.Bip.
- Tanacetum douglasi De Candolle
- Tanacetum duderanum (Boiss.) Tzvelev
- Tanacetum dumosum Boiss.
- Tanacetum eginense Hausskn. ex Bornm.
- Tanacetum emodi R.Khan
- Tanacetum erythrospermum Andrz.
- Tanacetum ferulaceum
- Tanacetum flavovirens (Boiss.) Tzvelev
- Tanacetum formosum Soest
- Tanacetum freitagii Podl.
- Tanacetum germanicopolitanum Bornm. & Heimerl
- Tanacetum gracile Hook. f. & Thomson
- Tanacetum griffithii
- Tanacetum haradjanii (Rech.f.) Grierson
- Tanacetum haussknechtii (Bornm.) Grierson
- Tanacetum hedgei
- Tanacetum heterophyllum Boiss.
- Tanacetum heterotomum Bornm.
- Tanacetum hololeucum (Bornm.) Pod.
- Tanacetum huronense Nuttall — Tanaisie du lac Huron[1])
- Tanacetum karelinii Tzvelev
- Tanacetum khorassanicum
- Tanacetum kittaryanum (C.A.Mey.) Tzvelev
- Tanacetum kokanicum Krasch.
- Tanacetum lanuginosum Sch.Bip. & Herder
- Tanacetum lingulatum
- Tanacetum longipedunculatum (Sosn.) Tzvelev
- Tanacetum macrophyllum (Waldst. & Kit.) Sch.Bip.
- Tanacetum macropodum
- Tanacetum microphyllum DC.
- Tanacetum millefolium (L.) Tzvelev
- Tanacetum mindshelkense Kovalevsk.
- Tanacetum monspeliense (L.) Sch.Bip. — Marguerite de Montpellier
- Tanacetum nitens
- Tanacetum nivale Sch.Bip.
- Tanacetum niveum Schultz Bip.
- Tanacetum odessanum (Klokov) Tzvelev
- Tanacetum oligocephalum (DC.) Sch.Bip.
- Tanacetum paczoskii (Zefir.) Tzvelev
- Tanacetum pakistanicum Podlech
- Tanacetum paleaceum
- Tanacetum paradoxum Bornm.
- Tanacetum parthenium (L.) Sch.Bip. — Grande camomille
- Tanacetum pinnatum Boiss.
- Tanacetum polycephalum Sch. Bip.
- Tanacetum poteriifolium (Ledeb.) Grierson
- Tanacetum praeteritum (Horw.) Heywood
- Tanacetum pseudoachillea C.G.A.Winkl.
- Tanacetum ptarmicaeflorum (Webb & Berth.) Schultz-Bip.
- Tanacetum punctatum
- Tanacetum pyrethroides
- Tanacetum rockii Mattf.
- Tanacetum roylei (DC.) Podlech
- Tanacetum rupestre
- Tanacetum santolina (B.Fedtsch.) C.Winkl.
- Tanacetum santolinoides
- Tanacetum saxicola (Krasch.) Tzvelev
- Tanacetum sclerophyllum (Krasch.) Tzvelev
- Tanacetum scopulorum (Krasch.) Tzvelev
- Tanacetum semenovii
- Tanacetum senecionis
- Tanacetum sericeum M.Bieb.
- Tanacetum sibiricum L.
- Tanacetum sinaicum (Fresen) Del. ex Bremer & Humphries
- Tanacetum sipikorense Bornm.
- Tanacetum tabrisianum (Boiss.) Sosn. & Takht.
- Tanacetum tadshikorum Kudrj.
- Tanacetum tamrutense Sosn.
- Tanacetum tanacetoides (DC.) Tzvelev
- Tanacetum tenuisectum (Boiss.) Podlech
- Tanacetum tenuissimum (Trautv.) Grossh.
- Tanacetum turcomanicum (Krasch.) Tzvelev
- Tanacetum turlanicum (Pavlov) Tzvelev
- Tanacetum ulutavicum Tzvelev
- Tanacetum uniflorum (Fisch. & C.A.Mey.) Sch.Bip.
- Tanacetum uralense (Krasch.) Tzvelev
- Tanacetum vahlii
- Tanacetum vulgare L. — Tanaisie commune
- Tanacetum walteri (C.G.A.Winkl.) Tzvelev
- Tanacetum zangezuricum Chandjian

## Galerie

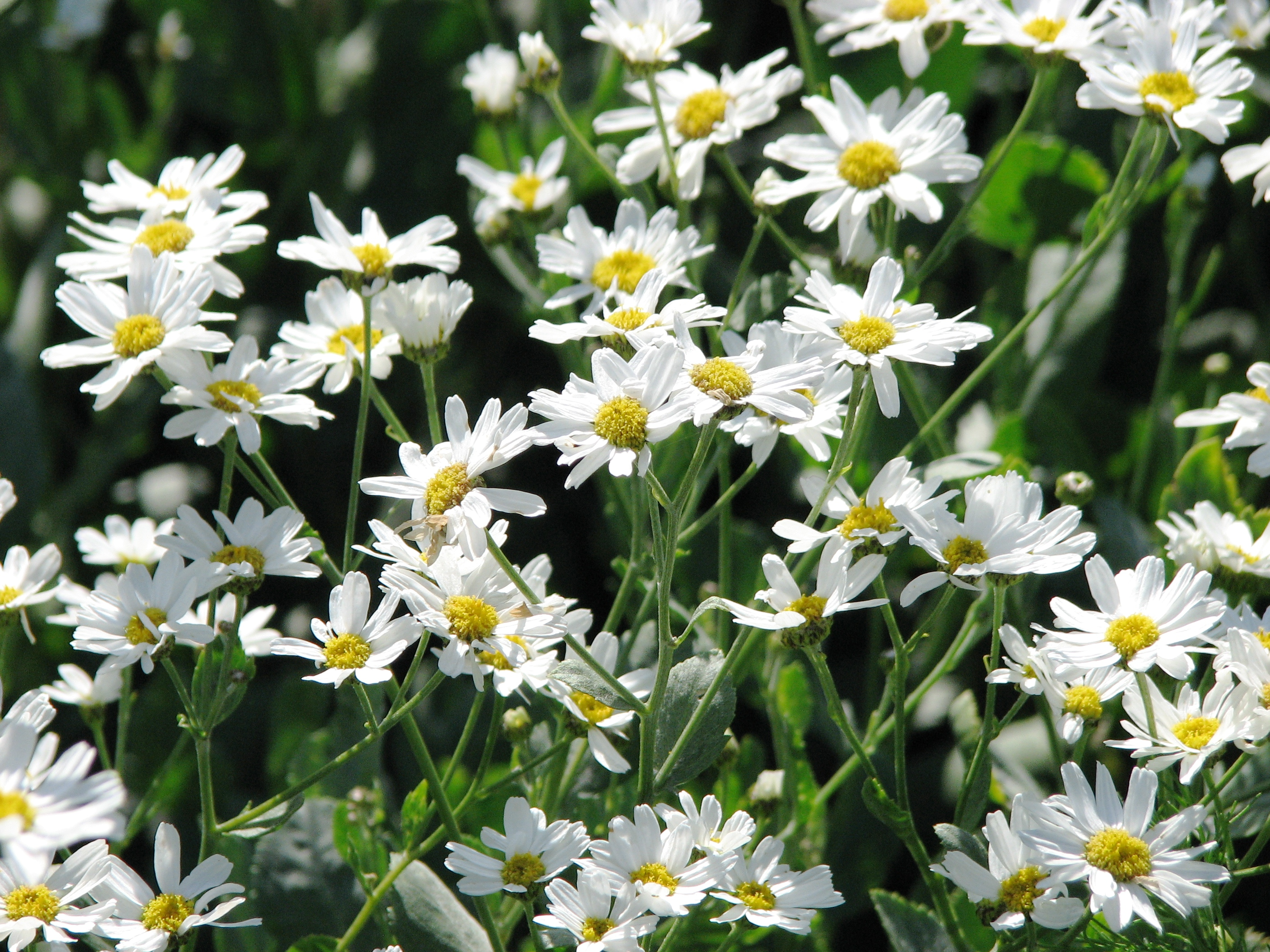
Tanacetum balsamita
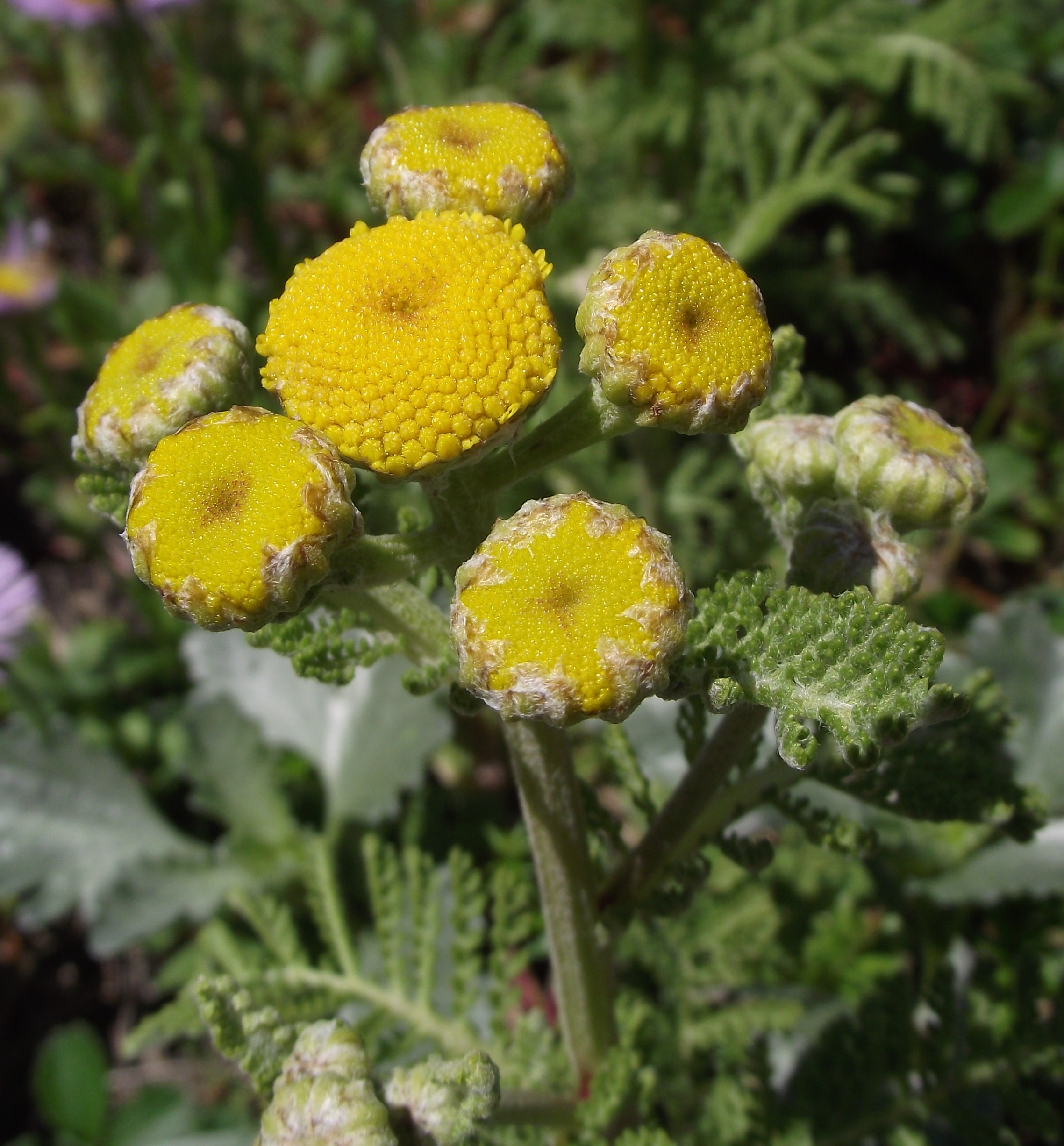
Tanacetum camphoratum
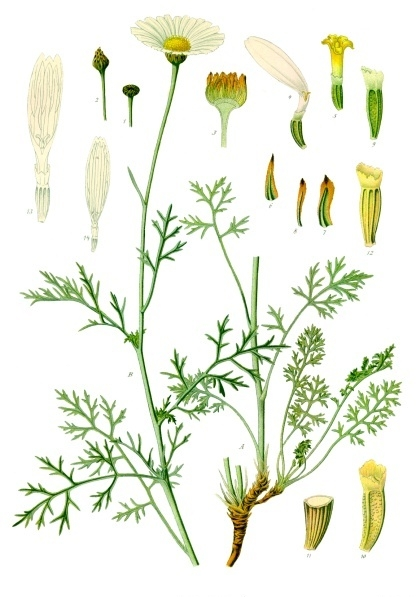
Tanacetum cinerariifolium
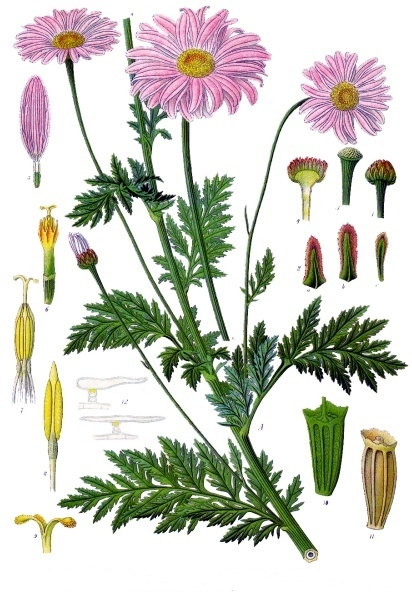
Tanacetum coccineum
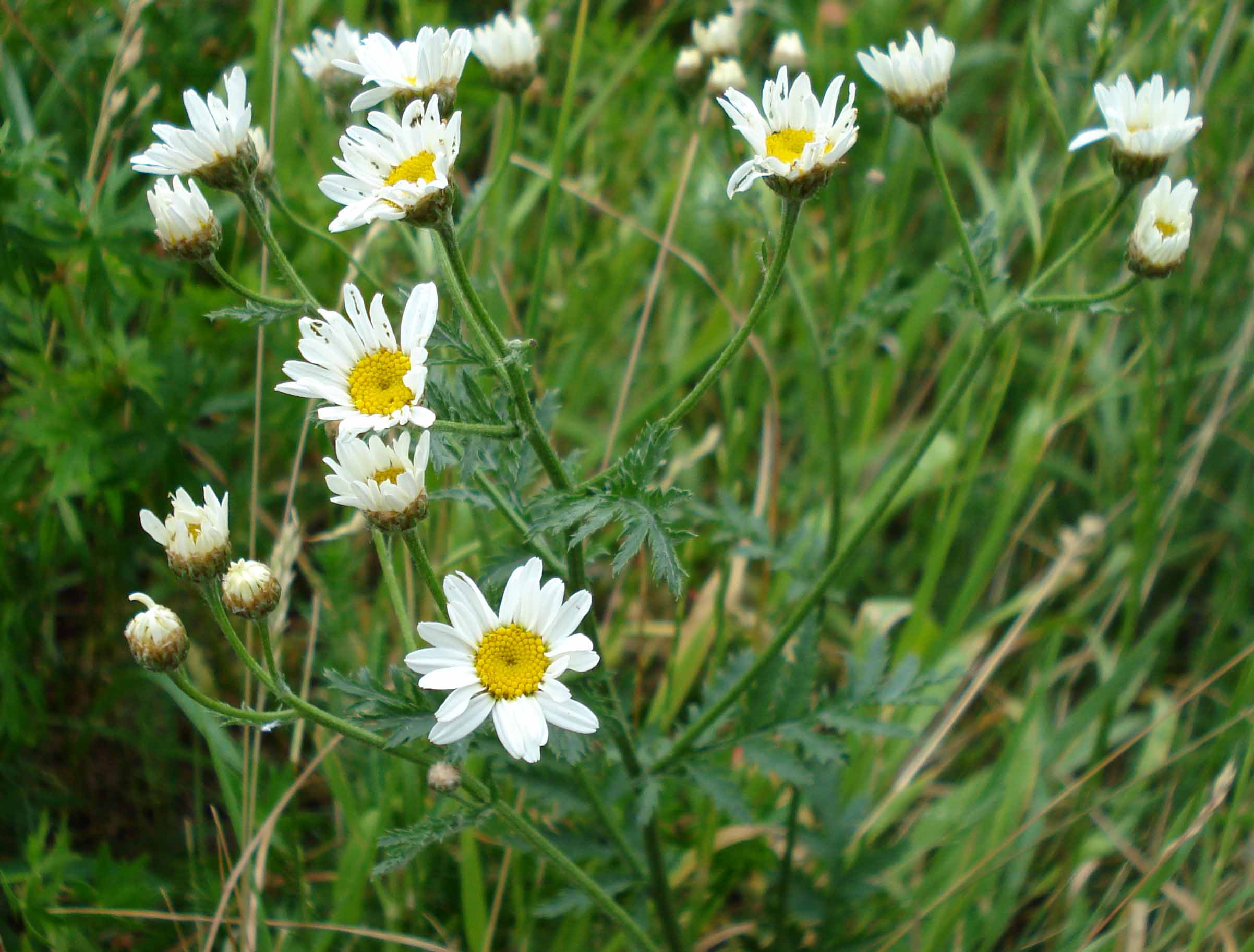
Tanacetum corymbosum
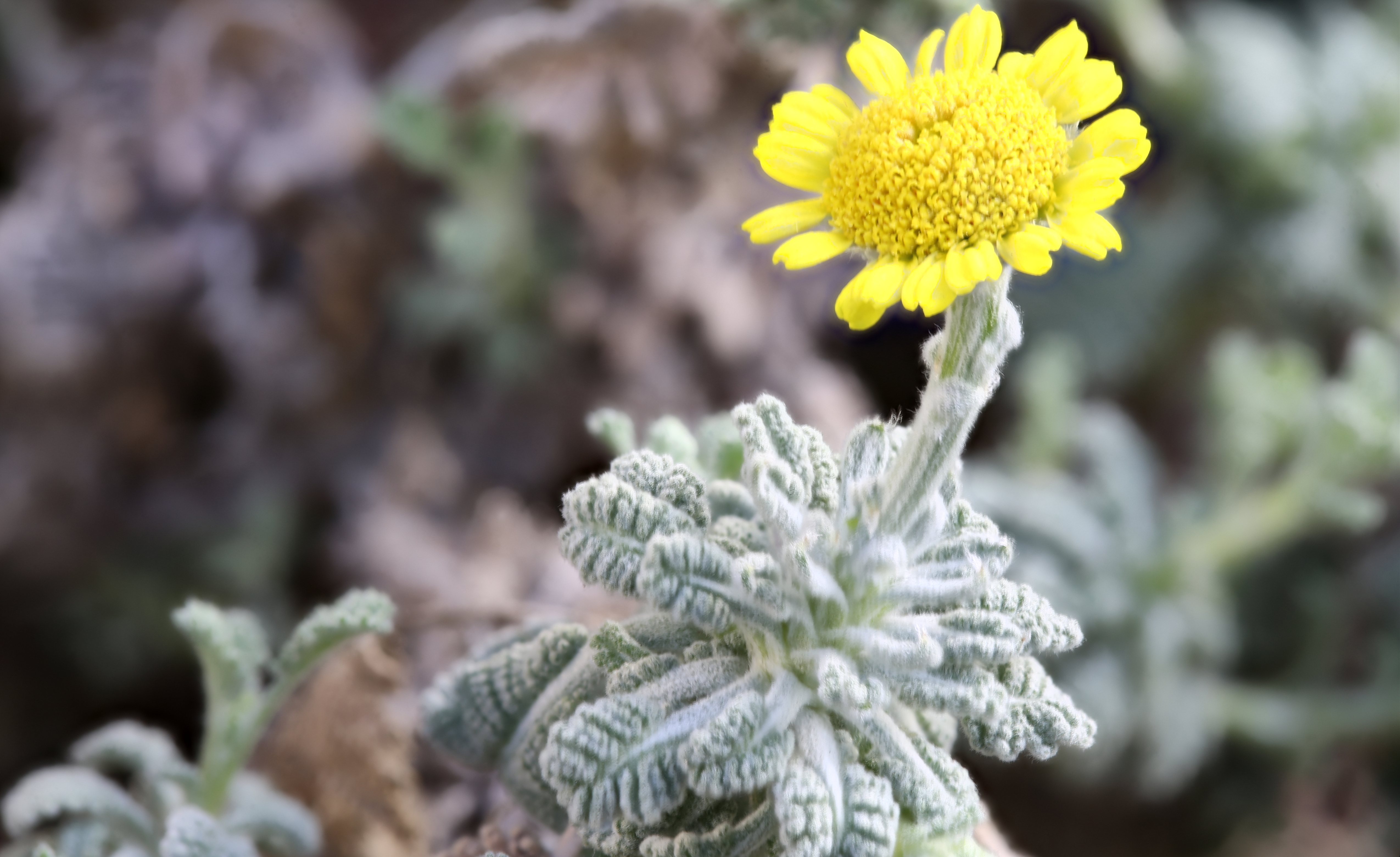
Tanacetum densum
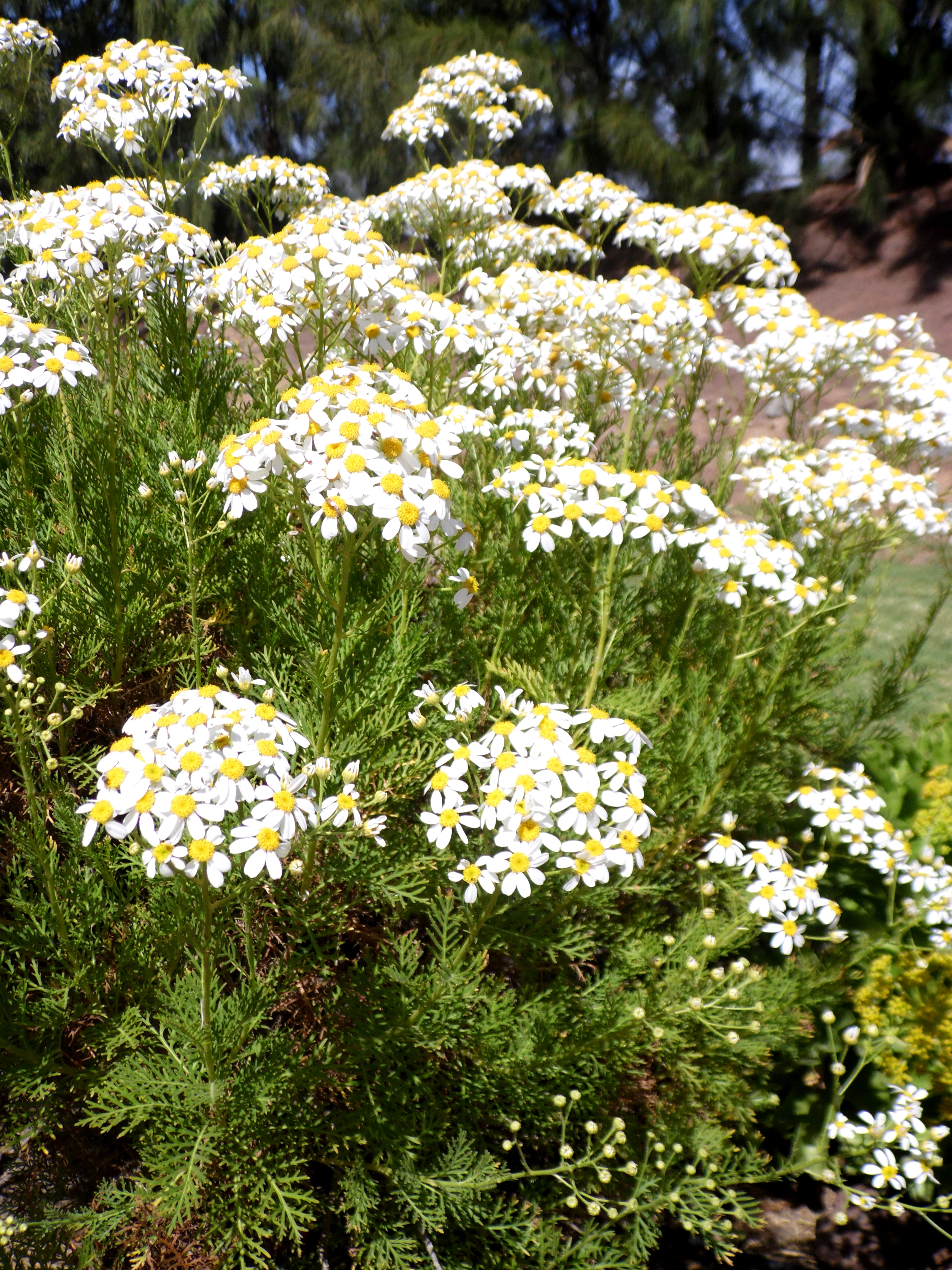
Tanacetum ferulaceum
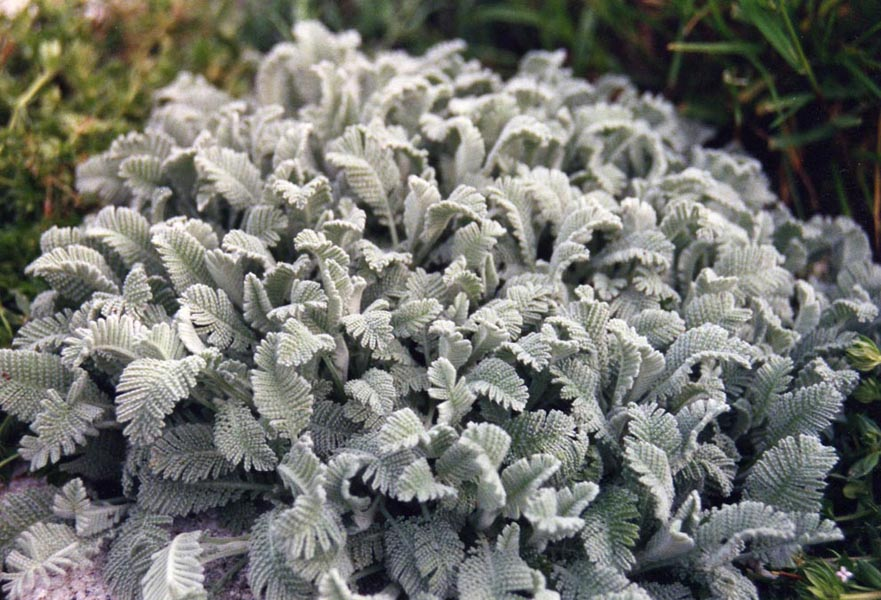
Tanacetum haradjanii
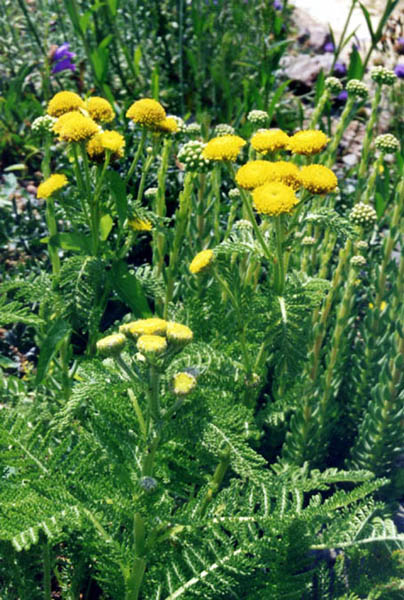
Tanacetum huronense
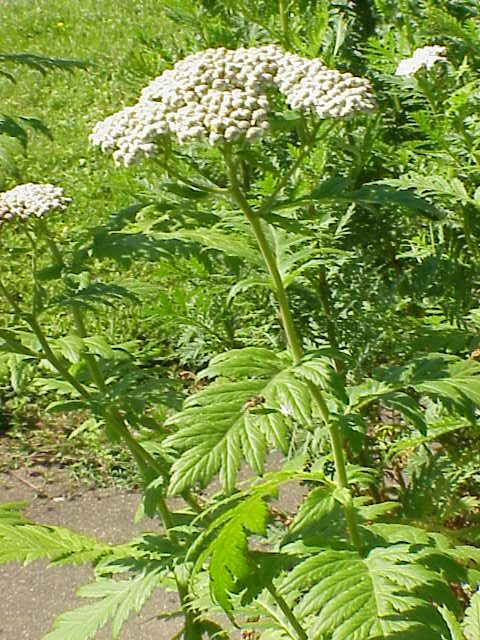
Tanacetum macrophyllum
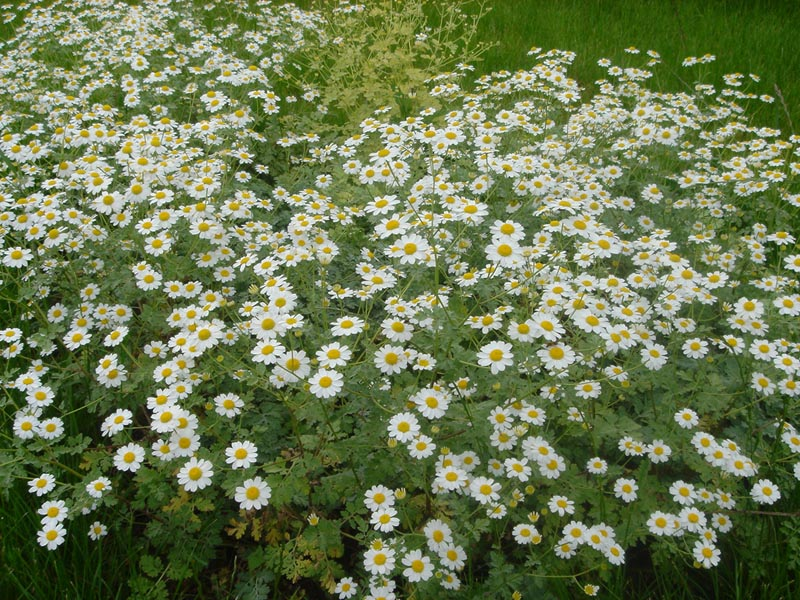
Tanacetum niveum
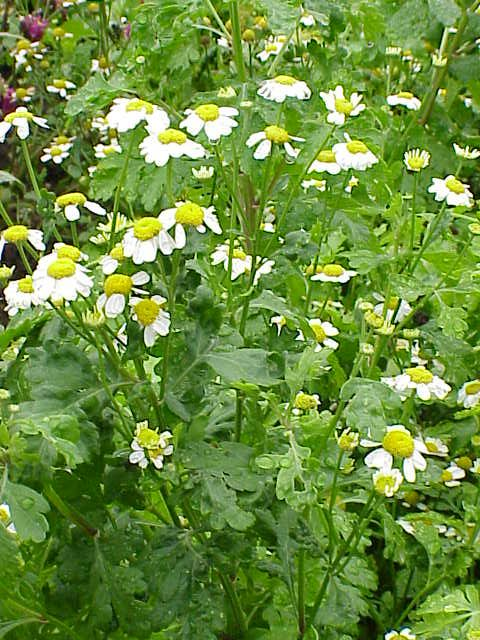
Tanacetum parthenium
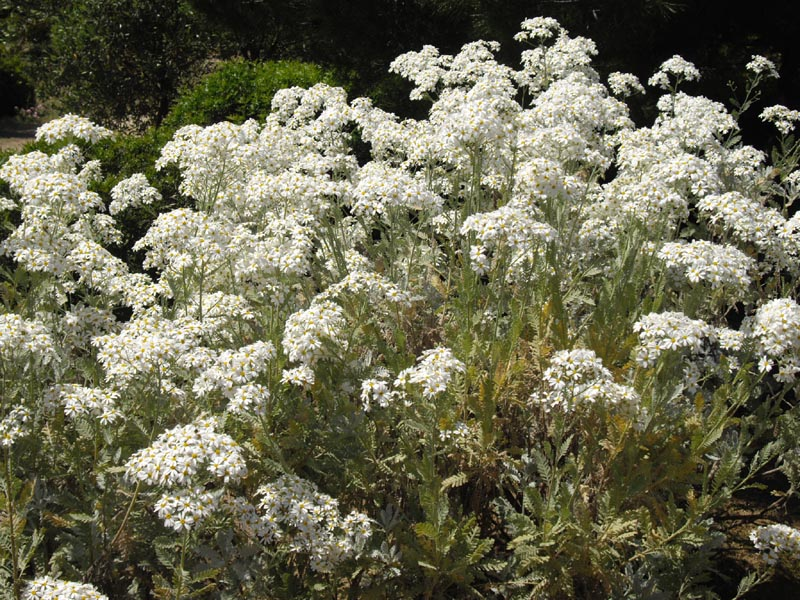
Tanacetum ptarmiciflorum
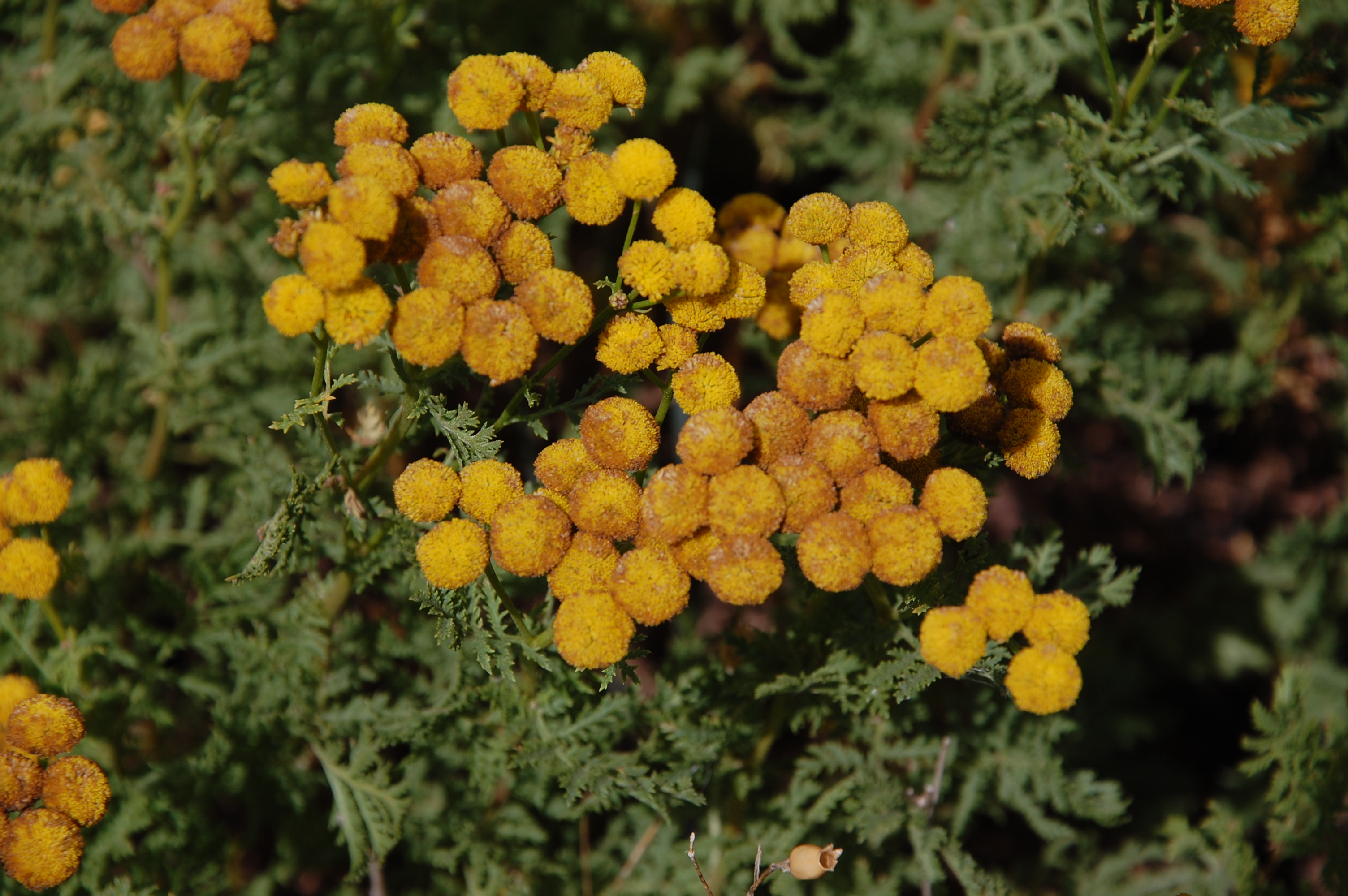
Tanacetum siculum
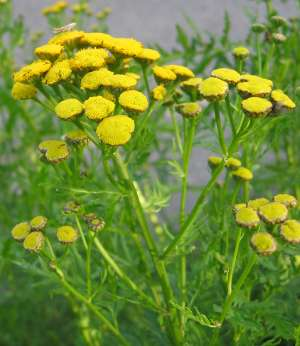
Tanacetum vulgare